# Rosemary Morrow
Pour les articles homonymes, voir Morrow.
Rosemary Morrow est une agronome, formatrice humanitaire et auteure australienne, pionnière et enseignante de la permaculture. 

## Biographie
Diplômée en agriculture de l'Université de Sydney en 1969, elle découvre les difficultés des pays pauvres au Lesotho et l'importance de proposer aux populations locales un accès à une agriculture durable. Elle revient en Australie pour se former à la permaculture.
Dès le début des années 1980, elle enseigne comment restaurer leurs terres en utilisant la permaculture. Elle travaille dans de nombreux pays en guerre, au Cambodge sous les Khmers rouges, en Ouganda après la guerre civile dans le nord et l'épidémie de sida, et récemment en Irak, en Afghanistan et au Cachemire. 
En 2009, Rosemary a cofondé le Blue Mountains Permaculture Institute avec Lis Bastian dans la région des  Montagnes Bleues (Australie). Cet institut  à but non lucratif vise à renforcer la résilience sociale, environnementale et économique par l'apprentissage de la permaculture. 
Depuis 2018, elle introduit la permaculture dans les camps de réfugiés.

## Ouvrages principaux
- 1994 Earth User's Guide to Permaculture, Hyden House Ltd, réédité en 2013, 288 pages.
- 2002 The Family Seed Saving Book, Mountain Wildfire Press, (OCLC 813477726)[5]
- 2014 Earth User's Guide to Teaching Permaculture, Hyden House Ltd, 184 pages  (ISBN 9781856231459).
- 2011 Petit manuel pour faire ses semences, Marsac : Éd. Imagine un colibri, 50 pages[6].
- 2015 Manuel d'apprentissage pas à pas de la permaculture : une feuille de route pour une société durable au 21e siècle : comprendre et pratiquer la permaculture pour se relier à la terre, pour la conception holistique de paysages résilients, Marsac : Éd. Imagine un colibri, 390 pages,  (ISBN 978-2-9537344-7-8)[7]